# Troisième circonscription de la préfecture de Tochigi
La troisième circonscription de la préfecture de Tochigi (栃木県第3区, Tochigi-ken dai-san-ku) est l'une des cinq circonscriptions législatives que compte la préfecture de Tochigi au Japon.

## Description géographique
Entre 1994 et 2013, la troisième circonscription de la préfecture de Tochigi regroupait les villes d'Ōtawara, Yaita, Kuroiso et le district de Nasu.
Depuis 2013, elle comprend les villes d'Ōtawara, Yaita, Nasushiobara et Nasukarasuyama et le district de Nasu.

## Députés
| Législature | Début de mandat | Fin de mandat | Député élu       | Parti politique | Parti politique |
| ----------- | --------------- | ------------- | ---------------- | --------------- | --------------- |
| 41e         | 1996            | 2000          | Yoshimi Watanabe |                 | PLD             |
| 42e         | 2000            | 2003          | Yoshimi Watanabe |                 | PLD             |
| 43e         | 2003            | 2005          | Yoshimi Watanabe |                 | PLD             |
| 44e         | 2005            | 2009          | Yoshimi Watanabe |                 | PLD             |
| 45e         | 2009            | 2012          | Yoshimi Watanabe |                 | VP              |
| 46e         | 2012            | 2014          | Yoshimi Watanabe |                 | VP              |
| 47e         | 2014            | 2017          | Kazuo Yana (ja)  |                 | PLD             |
| 48e         | 2017            | 2021          | Kazuo Yana (ja)  |                 | PLD             |
| 49e         | 2021            | 2024          | Kazuo Yana (ja)  |                 | PLD             |
| 50e         | 2024            | -             | Kazuo Yana (ja)  |                 | PLD             |